# Aspidifrontia rufescens
Aspidifrontia rufescens är en fjärilsart som beskrevs av George Francis Hampson 1902. Aspidifrontia rufescens ingår i släktet Aspidifrontia och familjen nattflyn. Inga underarter finns listade i Catalogue of Life.